# 福津市
福津市（ふくつし）は、福岡県北部の宗像地方にあり、福岡市と北九州市の中間に位置する市。福岡県を4つの地域に分けた際は福岡地方に属する。
国民健康保険制度の参考にされた定札制度が、かつておこなわれていた地域である。

## 位置・情勢

### 位置・地理

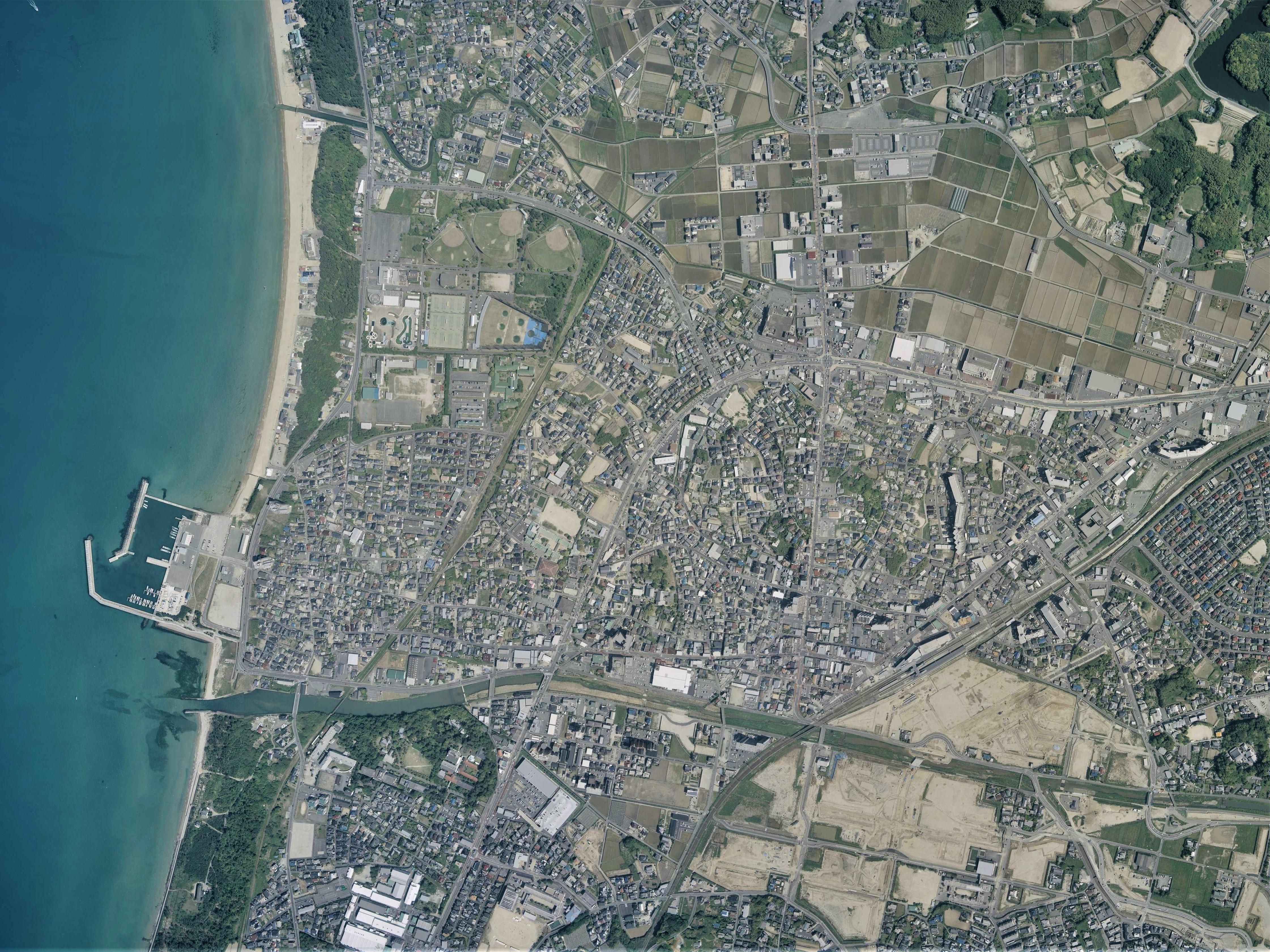
福津市中心部周辺の空中写真。
2010年5月15日撮影の3枚を合成作成。。

福津市は福岡県北西部にあり、福岡市と北九州市という2つの政令指定都市のほぼ中間に位置する。福岡都市圏の北東部・北九州都市圏（関門都市圏）の最西端に位置する。
経済・文化的に福岡市、北九州市や隣接する宗像市・古賀市との繋がりが強い。
東部から南部にかけては許斐山・本木山・飯盛山などに、北西部は玄界灘（日本海）に囲まれている。海岸は玄海国定公園にも指定されており、風光明媚な土地である。
福間海岸は「九州の湘南」と呼ばれ県内でも有数のマリンレジャー地区となっており、海岸沿いに飲食店などが立ち並ぶ人気スポットとなっている。
江戸時代に大規模な塩田として埋め立てられるまでは、津屋崎から勝浦にかけて深い入り江があり、現在の勝浦から白石浜を経て渡半島へとつながる海岸線は幅の狭い陸繋砂州となっていた。現在、福岡市東区奈多から志賀島までの砂州を指して用いられる海の中道という名前は、本来この砂州を指すものであったと考えられている。
旧福間町域の中心部には全国でも珍しい、大字が無い住所がある。この場合の住所は「福津市****番地」である。しかし、平成期に入り住居表示の実施が順次実施されてきた。

### 情勢
福津市は福岡市・北九州市という2つの政令指定都市の中間にあるという立地の良さと、鹿児島本線、国道3号が市内を通るという交通の便の良さにより、ベッドタウンとして発展してきた。当初は北九州都市圏のベッドタウンとして発展してきたが、近年では福岡都市圏への流れの方が優勢となっている。そのため、相対都市圏では北九州都市圏には含まれず、より流れの優勢な福岡都市圏に含まれる。
1961年には北九州市（当時は八幡市）の八幡製鐵（現: 日本製鉄）の社員住宅として原町団地が造成された。それ以後、大規模な宅地開発が次々に行なわれ、東福間団地、若木台団地、光陽台団地ができ、人口が大幅に増加した。また東福間団地、若木台団地の完成に伴い東福間駅が造られた。高度成長期以降、ベッドタウンとして人口を伸ばし続け、合併後は一時的に人口は減少に転ずるも、福間駅周辺の区画整理事業、国道3号沿線への大型商業施設の開業などがあり、旧福間町域の人口は増加している。
旧津屋崎町域を含めると、1995年から2010年の間、人口はほぼ横ばいであったが2010年の福間駅の駅舎移転により、駅周辺を都市再生機構などによる宅地開発が行われ、2010年以降は再び人口が増加した。2016年に上西郷川は「上西郷川 里川の再生」で土木学会デザイン賞の最優秀賞を受賞する。東福間駅周辺においても津丸地区において宅地造成が行なわれている（福間町津丸土地区画整理組合参照）。
方言として宗像弁が使用される。
2017年、新原・奴山古墳群が「「神宿る島」宗像・沖ノ島と関連遺産群」の構成資産としてユネスコ世界遺産に登録された。
2019年に上西郷川日本一の郷川をめざす会は、国連の催し「生物多様性アクション大賞 2019」の「多自然川づくりを通じた生物多様性の保全と地域づくり」で審査委員賞を受賞する。また同年に環境ネットワーク「虹」も「生物多様性アクション大賞 2019」の「里地里山,里川の生物多様性保全プロジェクト」で審査委員賞を受賞する。

### 隣接する自治体
- 宗像市
- 古賀市
- 宮若市

### 地名
旧福間町
- （旧下西郷村から町制以来の地区で、福間町時代から現在まで大字未設置。合併前は福間町、現在は福津市の次に番地が続く）
- 津丸(旧神興村)
- 手光(てびか、旧神興村)
- 久末(旧神興村)
- 村山田(旧神興村)
- 八並(旧神興村)
- 畦町(旧上西郷村)
- 内殿(旧上西郷村)
- 上西郷(旧上西郷村)
- 舎利蔵(旧上西郷村)
- 本木(旧上西郷村)
- 小竹(おだけ、1959年、村山田より分立)
- 光陽台1丁目～6丁目(1980年、手光より発足)
- 若木台1丁目～6丁目(1983年、村山田・津丸・小竹・久末・畦町・八並より発足)
- 東福間1丁目～8丁目(1985年、津丸・小竹・手光より発足)
- 小竹1丁目～2丁目(小竹より発足。年不詳)
- 高平(津丸より発足。年不詳)
- 花見が丘1丁目～3丁目(旧下西郷村より発足。旧花見地区。年不詳)
- 花見が浜1丁目～3丁目(旧下西郷村より発足。旧花見地区。年不詳)
- 花見の里1丁目～3丁目(旧下西郷村より発足。旧花見地区。年不詳)
- 有弥の里1丁目～2丁目(旧下西郷村より発足。年不詳)
- 光陽台南(1998年、手光より発足)
- 中央1丁目～6丁目(1998年、旧下西郷村・手光より発足。旧大和地区、旧古町地区、旧昭和地区)
- 手光南1丁目～2丁目(1998年、手光より発足)
- 桜川(2001年、津丸より発足)
- 西福間1丁目～4丁目(2001年、旧下西郷村より発足。旧緑町地区、旧南町地区)
- 福間南1丁目～5丁目(2004年、旧下西郷村より発足。旧両谷地区、旧原町地区)
- 福間駅東1丁目～3丁目(2006年、旧下西郷村・上西郷・手光より発足)
- あけぼの(2007年、津丸より発足)
- 日蒔野(ひまきの)1丁目～6丁目(2014年、旧下西郷村・上西郷より発足)
- 西福間5丁目(サンピア福岡跡地、西福間4丁目より分立。年不詳)

旧津屋崎町
- 在自(あらじ)
- 大石
- 須多田(すだた)
- 津屋崎　※後述の津屋崎1丁目～8丁目と異なり、番地が続く。
- 奴山(ぬやま)
- 渡
- 生家(ゆくえ、1918年、奴山より分立)
- 勝浦(旧勝浦村)
- 星ヶ丘(2006年、津屋崎・在自より発足)
- 宮司1丁目～6丁目(2007年、宮司・津屋崎より発足)
- 宮司ヶ丘(2007年、宮司・津屋崎より発足)
- 宮司浜1丁目～4丁目(2007年、宮司より発足)
- 宮司元町(2007年、宮司より発足)
- 津屋崎1丁目～8丁目(2008年、津屋崎より発足)

## 歴史
合併前の各町については福間町および津屋崎町を参照のこと。
- 2005年（平成17年）1月24日 - 宗像郡福間町と同郡津屋崎町が合併し発足[1]。
- 2016年（平成28年）6月 - 合併以来の分庁舎制度を廃止。津屋崎庁舎の業務を終了し、福間庁舎の増築棟へ移転。
- 2025年（令和7年）8月10日 - 集中豪雨により境川が畦町付近で氾濫[6]。

### 合併問題論争
福津市では、更なる合併に対する議論も既にある。
宗像市論
歴史的つながり、交流の緊密化、経済圏・文化の共有、勝浦と玄海の経済圏一体化から主要な意見の1つである。
古賀市論
福津市の福岡志向、地名の共有（「花見」など）千鳥地区と福間地区経済圏の一体化から提唱される意見である。
合併不必要論
合併早々に次の合併を考える前に福津市の自立化や発展を優先すべきとすることから提唱される主要な意見の1つである。

### 歴代市長
| 代  | 氏名     | 就任年月日   | 退任年月日   | 備考       |
| --- | -------- | ------------ | ------------ | ---------- |
| 初  | 池浦順文 | 2005年3月6日 | 2009年3月5日 | 旧福間町長 |
| 2-3 | 小山達生 | 2009年3月6日 | 2017年3月5日 |            |
| 4-5 | 原崎智仁 | 2017年3月6日 | 2025年3月5日 |            |
| 6   | 福井崇郎 | 2025年3月6日 |              | 現職       |

## 行政

### 市長
- 福井崇郎（1期目）
- 任期：2025年3月6日

### 市議会
- 定数: 18人
- 任期: 2027年1月23日

### 消防
- 宗像地区消防本部（宗像市）
  - 福津消防署　・福津消防署津屋崎玄海出張所（宗像市）

### 警察
- 福岡県警察宗像警察署（宗像市）
  - 福間交番
  - 津屋崎交番
  - 東福間駅前交番(旧津丸交番)

## 地域

### 人口
| |                                        |  |
| 福津市と全国の年齢別人口分布（2005年） | 福津市の年齢・男女別人口分布（2005年） |  |
| ■紫色 ― 福津市 ■緑色 ― 日本全国 | ■青色 ― 男性 ■赤色 ― 女性              |  |
| 福津市（に相当する地域）の人口の推移 \| 1970年（昭和45年） \| 31,023人 \| \| \| 1975年（昭和50年） \| 36,192人 \| \| \| 1980年（昭和55年） \| 42,131人 \| \| \| 1985年（昭和60年） \| 47,504人 \| \| \| 1990年（平成2年） \| 49,573人 \| \| \| 1995年（平成7年） \| 54,144人 \| \| \| 2000年（平成12年） \| 55,778人 \| \| \| 2005年（平成17年） \| 55,677人 \| \| \| 2010年（平成22年） \| 55,431人 \| \| \| 2015年（平成27年） \| 58,781人 \| \| \| 2020年（令和2年） \| 67,033人 \| \| |                                        |  |
| 総務省統計局 国勢調査より |                                        |  |
| 1970年（昭和45年） | 31,023人                               |  |
| 1975年（昭和50年） | 36,192人                               |  |
| 1980年（昭和55年） | 42,131人                               |  |
| 1985年（昭和60年） | 47,504人                               |  |
| 1990年（平成2年） | 49,573人                               |  |
| 1995年（平成7年） | 54,144人                               |  |
| 2000年（平成12年） | 55,778人                               |  |
| 2005年（平成17年） | 55,677人                               |  |
| 2010年（平成22年） | 55,431人                               |  |
| 2015年（平成27年） | 58,781人                               |  |
| 2020年（令和2年） | 67,033人                               |  |

## 教育

### 高等学校
- 福岡県立光陵高等学校
- 福岡県立水産高等学校

### 中学校
- 福津市立福間中学校
- 福津市立福間東中学校
- 福津市立津屋崎中学校

### 小学校
- 福津市立福間小学校
- 福津市立福間南小学校
- 福津市立神興小学校
- 福津市立神興東小学校
- 福津市立上西郷小学校
- 福津市立津屋崎小学校
- 福津市立勝浦小学校

## 産業
漁業
- 福間漁港
- 津屋崎漁港
- 勝浦漁港

大型商業施設
- イオンモール福津

ホームセンター
- コメリ津屋崎店

## 交通

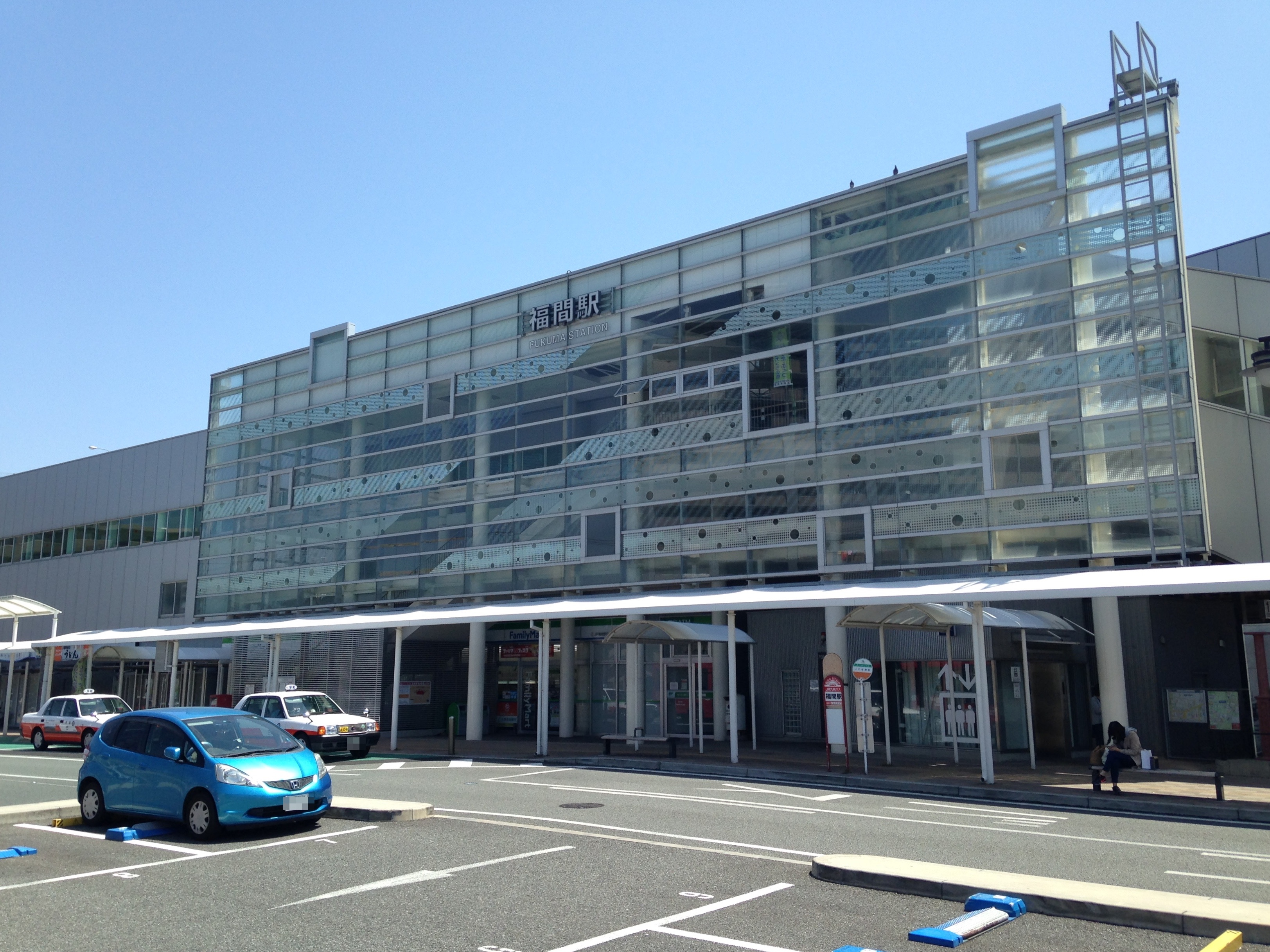
福間駅

- 最寄り空港は福岡空港

### 鉄道
- 九州旅客鉄道（JR九州）
  - 鹿児島本線
    - 福間駅 - 東福間駅
- 中心となる駅 : 福間駅

#### すでに廃止された路線
- 西日本鉄道（西鉄）
  - 宮地岳線
    - 西鉄福間駅 - 宮地岳駅 - 津屋崎駅（市内全区間2007年4月1日廃止）

### バス
JR九州バス
福間駅からはイオンモール福津及びその近くを循環するイオンモール福津循環線がある。
- 福間駅（さいごう口） - イオンモール福津 - 福間駅（運賃160円）

※上記以外にも、かつては福間駅を起点とした一定のエリアを100円均一で循環する路線駅バスふくま～る（福間駅 - 手光・光陽台循環（駅バスふくま～る: グリーンルート、ブルールート））が2003年4月1日から運行されていたが、2015年3月31日を以って廃止された。「駅バスふくま～る」とは一種のコミュニティバスで、駅を基点として半径2km程度のエリアを一周するバスであり、料金は100円均一となっていた。他にも新飯塚駅行の路線も存在していたが、こちらも2019年9月30日を以って廃止されている。
西鉄バス宗像・西日本鉄道
福津市内からは、福岡市天神へ向かう路線（26A、赤間急行）と光陽台六丁目から福間駅を経由し津屋崎・神湊方面へ向かう路線（1-1、1-2）がある。
- 1-1 津屋崎橋 - 光陽台六丁目: 宮司団地（普通）
- 1-2 津屋崎橋 - 光陽台六丁目: 東町（普通）
- 1-2 東郷駅 - 光陽台六丁目: 東町、塩浜（普通）
- 26 天神 昭和通 → 赤間営業所: 東郷橋（普通）
- 26A 天神 昭和通 - 旧国道3号 - 赤間営業所: 東郷橋（都高）
- 26A 天神 昭和通 - 旧国道3号 - 光陽台六丁目 （都高）
- 26A 天神 昭和通 - 旧国道3号 - 津屋崎橋: 宮司団地（都高）
- 赤間急行 天神 - 国道3号バイパス - 赤間営業所

※上記の路線とは別に正月期間中には福間駅より宮地嶽神社に向かう臨時バスがある。
ふくつミニバス
廃止されたJR九州バスの粟島神社系統・八並系統・駅バスふくま～る（東福間系統）および西鉄バス宗像委託のコミュニティバスの代替として2008年4月1日に運行を開始した。
宮若市乗合バス
廃止されたJR九州バスの福間線の代替として2019年10月1日に運行を開始した。

### 道路

#### 高速道路
市の南東部を九州自動車道が通るがインターチェンジはない。高速道路を利用する際は隣の古賀市にある古賀インターチェンジか宮若市の若宮インターチェンジを使う。古賀ICにはサブとして「福津（福間）」の名前が使われている。

#### 一般国道
- 国道3号
- 国道495号

#### 県道
主要地方道
- 福岡県道30号飯塚福間線
- 福岡県道97号福間宗像玄海線

一般県道
- 福岡県道502号玄海田島福間線
- 福岡県道528号勝浦宗像線
- 福岡県道529号田島田熊線
- 福岡県道530号畦町村山田線
- 福岡県道531号内殿手光線
- 福岡県道532号宮司手光線
- 福岡県道535号薦野福間線

## 名所旧跡

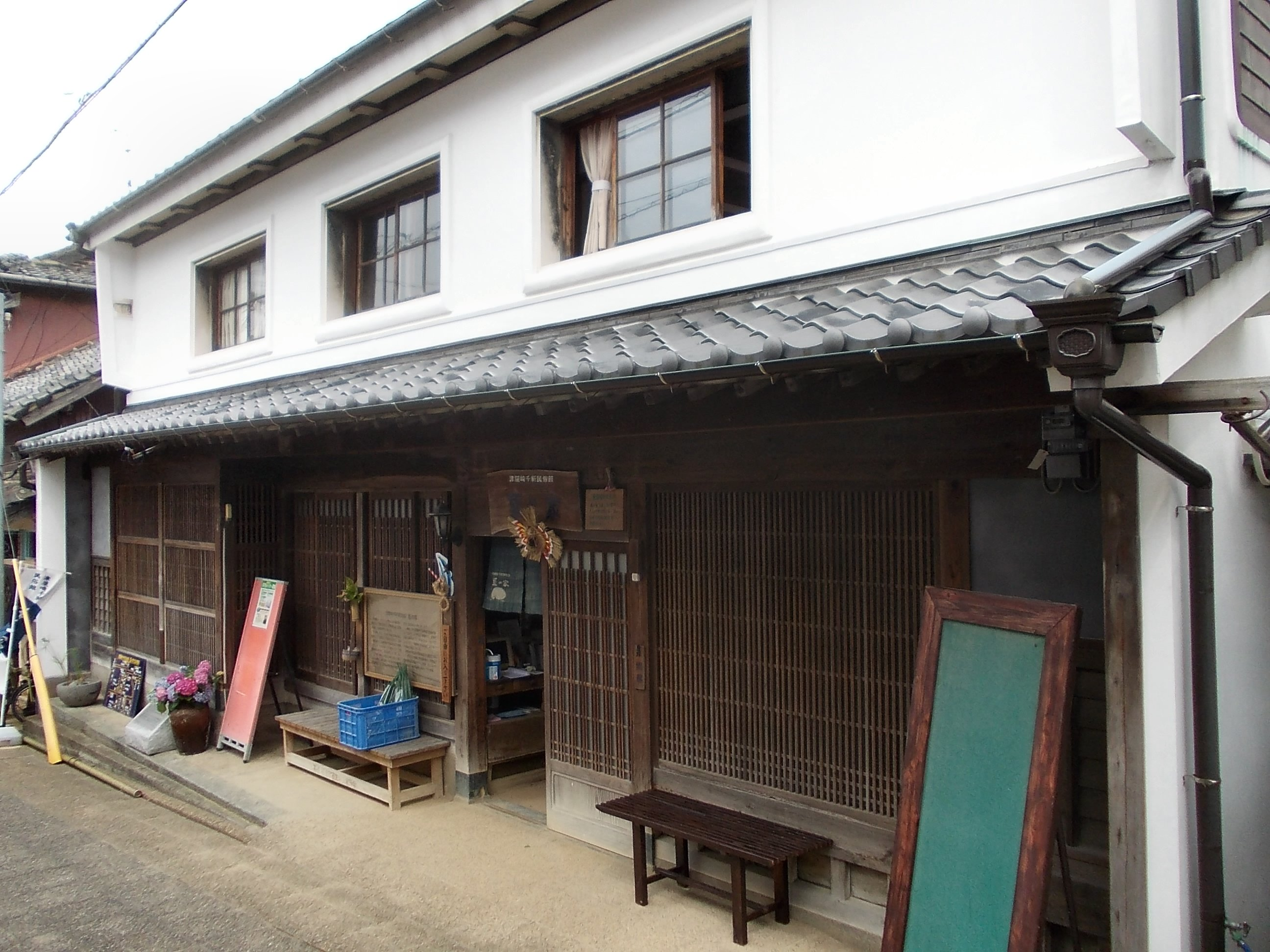
藍の家

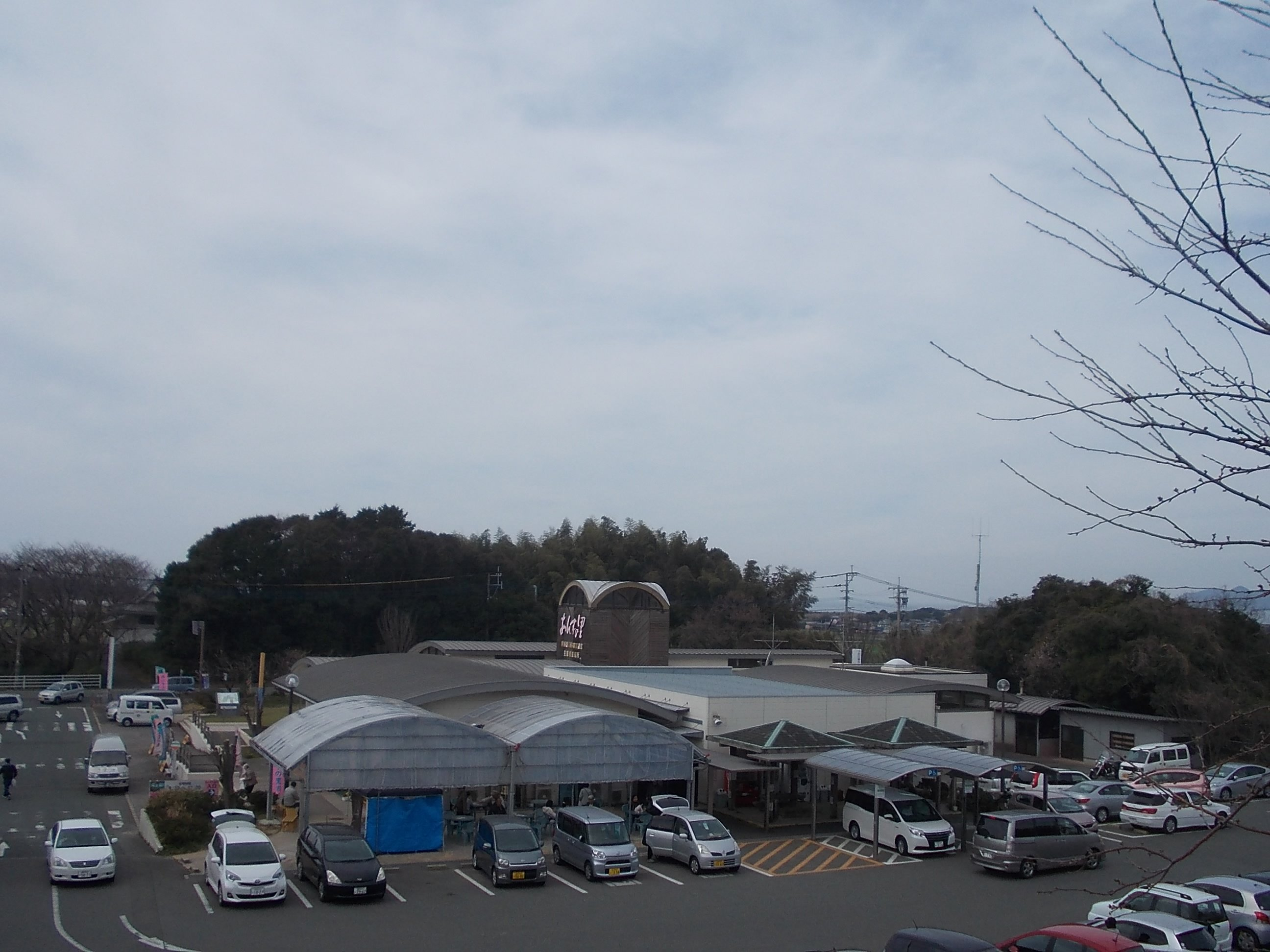
あんずの里

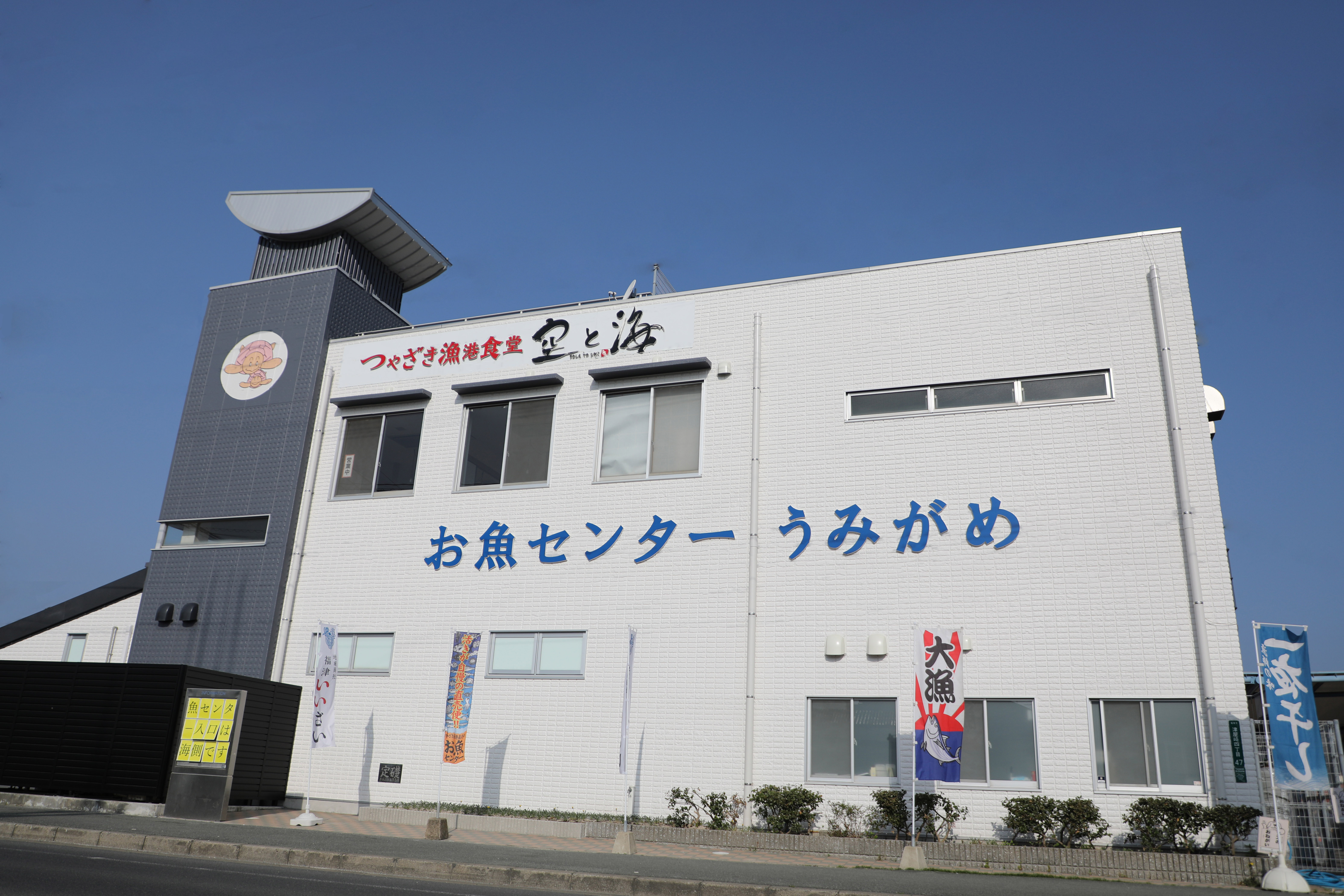
お魚センターうみがめ

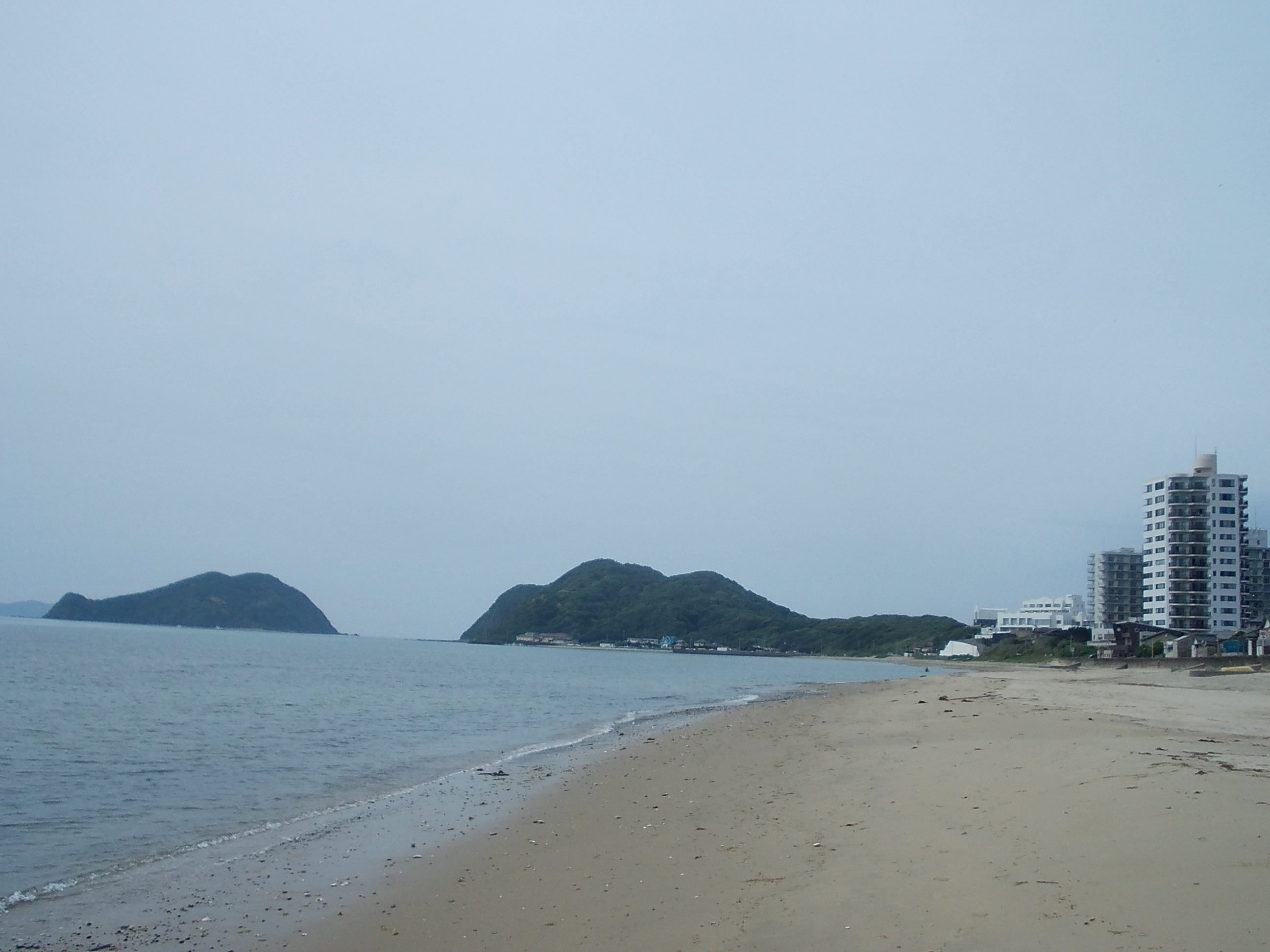
アカウミガメが生息している勝浦浜海岸

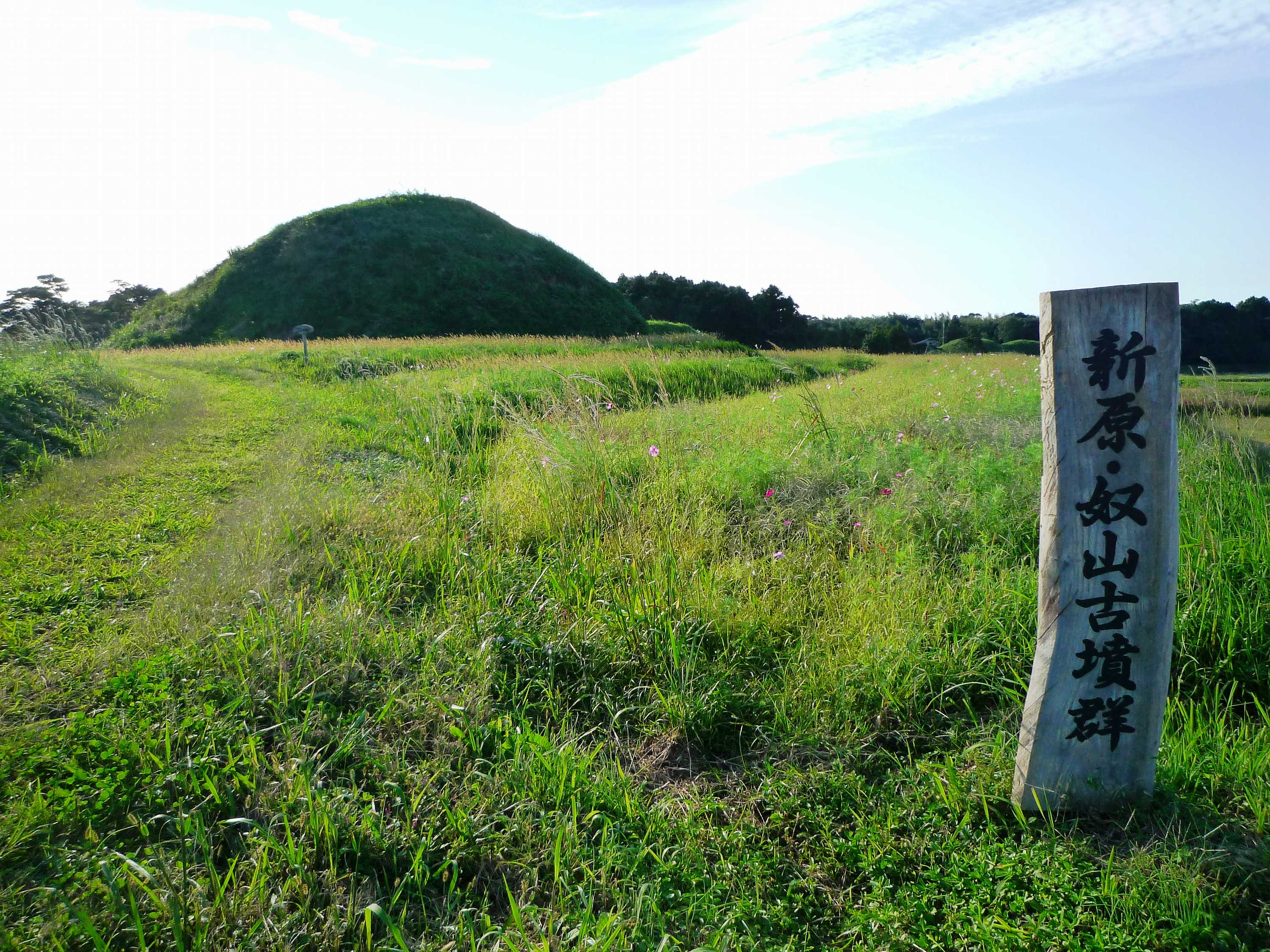
新原・奴山古墳群

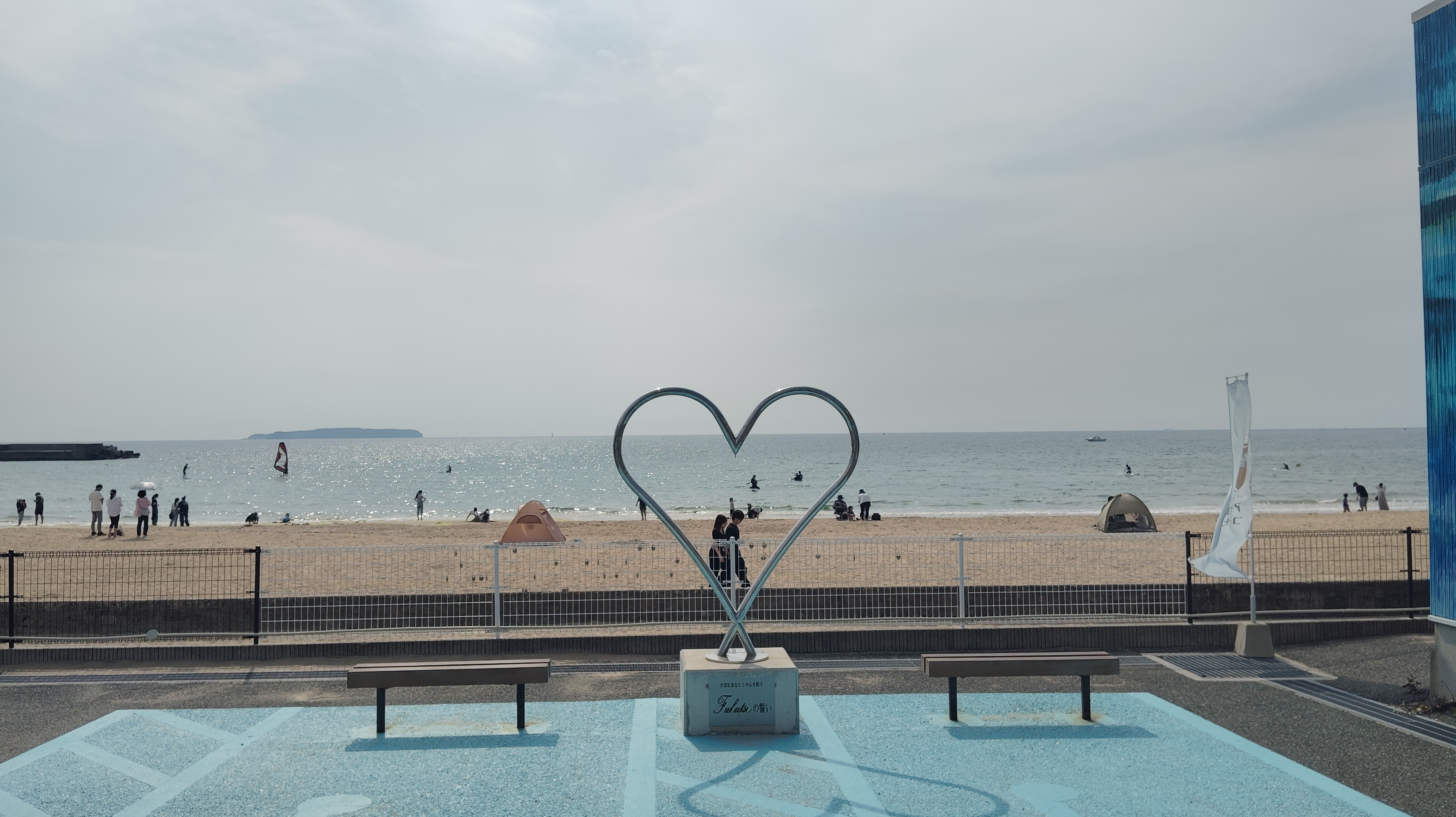
福間海岸

- 宮地嶽神社
- 東郷神社
- 大森宮
ナマズを祀った神社で、応仁の乱において地元出身の武将・藤原興光が深手を負ったところをナマズに救命され、これを氏神の使いとして祀ったのが由緒とされる。
平成13年（2001年）7月には、ナマズ研究家としても知られる秋篠宮文仁親王および文仁親王妃紀子夫妻の訪問を受けた。
- 藍の家（津屋崎千軒民俗館）
- あんずの里
町で取れる農産物を直接販売している施設。国道495号線沿いにある。
- お魚センターうみがめ
津屋崎漁港・福間漁港で獲れた新鮮な魚をはじめ地元の新鮮な農産物・加工品も販売している施設。
- 福間海岸
- 津屋崎海岸
アカウミガメが生息しており、旧津屋崎町時代よりうみがめ課を設置して環境保全に尽力し、公共広告機構（現: ACジャパン）のCMに使われた。また、漫画家のうえやまとちが近くに住んでおり、地名こそ出ないものの『クッキングパパ』に登場することもある。
- 恋の浦
- サンピア福岡
2015年に閉鎖。野球場、テニスコート、プール等を備えた総合スポーツ施設。もとは厚生年金福祉施設で、宿泊施設や会議施設も備えていた（福間駅より車約10分。当所には以前福間競馬場があった）。
跡地は分譲住宅地となっている。
- なまずの郷
142,000m2の広大な敷地をもつ公園。園内には庭園や芝生広場のほか、様々な運動施設（ゲートボール場、テニスコート、野球場など）も備えている。近くに「大森宮」という、ナマズを祭った神社があることから名付けられた。
- ほたるの里
- みずがめの郷（久末総合運動公園）
- 上西郷川　2016年「上西郷川 里川の再生」は土木学会デザイン賞の最優秀賞を受賞する。
- 津屋崎古墳群
勝浦高原古墳群、勝浦古墳群、生家古墳群、大石岡ノ谷古墳群、須多田古墳群、宮司古墳群、新原・奴山古墳群、手光湯ノ浦古墳群、手光波切不動古墳の総称。
うち新原・奴山古墳群のみ、2017年に「「神宿る島」宗像・沖ノ島と関連遺産群」の構成資産としてユネスコ世界文化遺産に登録されている[5]。
- 津屋崎飛行場（跡地）
旧陸軍が設けていた秘匿飛行場。遺構は残っていないが、道路の配置に当時の滑走路の名残りがある。

## 出身・ゆかりのある有名人
- 東信（フラワーアーティスト）
- 阿部弘樹（政治家・衆議院議員、元津屋崎町長、元福岡県議会議員）
- 新木さくら（タレント、元LinQ、福津市親善大使） - 旧津屋崎町出身[8]
- 池田韻（ラグビーレフリー）
- 伊藤かな（則松加奈子）（元タレント、元女優） - 旧津屋崎町出身[9]
- 伊藤なつ（則松奈津子）（元タレント、元女優） - 旧津屋崎町出身[9]
- うえやまとち（漫画家）- 仕事場兼自宅を構えるために糟屋郡久山町から移住[10]
- 大家志津香（タレント、元AKB48） - 旧津屋崎町出身
- 春日光広（漫画家）
- 片岡永（農家、小説家）
- 神崎縷々（俳人）
- 倉田主税（実業家・日立製作所第二代社長）
- 酒匂飛翔（NHKアナウンサー）
- 島内颯太郎（プロ野球選手・広島東洋カープ所属）
- 高山喜六（杖術家）
- 谷山三菜子（女子ラグビーユニオン選手)
- 林葉直子（女流棋士）
- 八波則吉（国文学者）
- 山本眸古（映像ディレクター）

## 福津市を舞台とする作品
- 「巫女っちゃけん。」 - 2017年の日本映画。宮地嶽神社をはじめとする当市内を舞台としている。広瀬アリス主演。